# Бела детелина
Бела детелина (лат. Trifolium repens) је самоникла вишегодишња зељаста биљка из породице махунарки (Fabaceae). Бела детелина је пореклом из Европе и тамо се широко узгајала у претколонијално време. Најранији досељеници су ову врсту донели у Америку, а она је постала натурализована у већини Сједињених Држава. Обично се користи за побољшање пашњака и за исхрану стоке.

## Изглед
Корен је снажан и по типу осовински.
Стабло је голо и пузаво, на чворовима се укорењује. Дуго је oко 40 mm. Подземно стабло је ризом који је разгранат.
Листови су троделни, са обично три лиске на којима постоји беличаста шара у облику знака >. Постоји и мутација која има четири лиске, а налажење овакве детелине сујеверни људи сматрају знаком долазеће среће. Лисне дршке су голе и врло дуге. Лиске су клинасто обрнутојајолике до елиптичне, дуге 1-3 cm, слабо усечене и скоро по читавом ободу назубљене, са слабо разгранатим бочним нервима. Залисци су кожасти, широки и јајоликог облика. Углавном су беличасти са црвенољубичастим или зеленим нервима.
Цветови су зигоморфни и образују главичасте цвасти на дугим дршкама, округле и растресите. Најчешће их чини 30-80 цветова који су након цветања оборени надоле. Круница је 8-13 mm дуга, бела или ружичаста, а након цветања мрка. Пчеле воле цветове беле детелине и најчешћи узрок пчелињег убода у босо стопало је управо пчела која „пасе“ на овим цветовима. Цвета од априла до октобра.
Плод је махуна, спљоштеног изгледа и са три или четири семена, који су у почетку наранџастожуте боје, а потом мрко обојени.

## Станиште
T. repens, као и друге вишегодишње врсте Trifolium, углавном се јављају на планинским ливадама и подручјима са великим падавинама. Широко је посејана и натурализована у умереним регионима широм света, али ван свог природног распрострањења може се наћи на травњацима и другим антропогеним стаништима.

## Ареал
Расте у Европи, северној и западној Азији, северној Африци и Северној Америци, а одомаћила се и у Јужној Америци и источној Азији.

## Угроженост
Trifolium repens због изузетно распрострањеног станишта и географске распрострањености kao и недостатка познатих претњи, спада у категорију малог ризика.

## Значај
Бела детелина је корисна биљка из више разлога:
- цвет воле пчеле, дакле медоносна је биљка;
- биљоједи је радо једу, изузетно је квалитетна и значајна крмна биљка, а може се користити и као додатак салати;
- лековита је биљка;
- бела детелина је такође и дивља јестива биљка;
- у корењу азотофиксатори везују азот из ваздуха у земљиште и тако се обогаћује састав тла.

## Медицинске употребе
Биљка има антиреуматска, антискропулатична и депуративна својства. Инфузија се користи у лечењу кашља, прехладе, грознице и леукореје. Тинктура од лишћа се примењује као мелем код гихта. Инфузија цвећа се користи као средство за испирање очију.

## Етимологија
Латински назив рода Trifolium потиче од грчке речи трифолион (тролисни), сложенице од речи триа (три) и фолиум (лист). Име врсте repens значи пузање. Сам назив детелина је прасловенска реч настала од речи дјета, шарена птица која се гнезди у удубљењима због свог шареног лишћа. 